# Jayabageswori
Jayabageswori (nep. जयबागेश्वरी) – gaun wikas samiti w zachodniej części Nepalu w strefie Seti w dystrykcie Bajura. Według nepalskiego spisu powszechnego z 2011 roku liczył on 437 gospodarstw domowych i 2512 mieszkańców (1322 kobiety i 1190 mężczyzn).